# Умершие в январе 2009 года
Это список известных людей, соответствующих установленным критериям значимости (см. Википедия:Критерии значимости персоналий), умерших в январе 2009 года.
Причина смерти указывается лишь в исключительных случаях (убийство, самоубийство, гибель в результате военных действий, смертная казнь, ДТП или несчастные случаи). В остальных случаях — не указывается.

## Список
- 1 января — Зиммель, Йоханнес Марио (84) — австрийский писатель.
- 1 января — Иван Палий (61) — украинский предприниматель в области строительства, Герой Украины (2007).
- 1 января — Сьюзман, Хелен (91) — южноафриканский политик, борец против апартеида.
- 2 января — Сантуш, Мария де Жезуш душ (115) — португалка, старейшая верифицированная жительница Земли.
- 2 января — Гуревич, Анатолий Маркович (95) — советский разведчик.
- 2 января — Андрианов, Владислав Вадимович (57) — певец, солист группы «Лейся, песня»; травмы, полученные при аварии.
- 2 января — Валентина Джованьини (28) — известная итальянская певица; погибла в дорожно-транспортном происшествии.
- 2 января — Кристенсен, Ингер (73) — датская писательница.
- 3 января — Николай Начинкин (84) — передовик советской транспортной отрасли.
- 3 января — Иван Никитин (90) — Полный кавалер Ордена Славы.
- 3 января — Полянский, Валентин Валентинович (54) — Герой России, полковник ВДВ; самоубийство или убийство.
- 3 января — Хингл, Пэт (84) — американский актёр (все 4 фильма о «Бэтмене»); рак крови.
- 4 января — Владимир Репьев (53) — советский гандболист.
- 4 января — Федяков, Сергей Михайлович (88) — Герой Советского Союза.
- 5 января — Губиян, Иван (85) — югославский и хорватский спортсмен, медалист Олимпийских игр 1948 года в метании молота.
- 5 января — Меркле, Адольф (74) — немецкий бизнесмен, один из самых богатых жителей Европы, миллиардер, владевший цементным и фармацевтическим бизнесом; бросился под поезд.
- 5 января — Мохи эд-Дин, Закария (90) — бывший премьер-министр Египта и глава генерального разведывательного управления, вице-президент Египта (1961—1968).
- 5 января — Рудинский, Феликс Михайлович (79) — заслуженный юрист РСФСР.
- 6 января — Эштон, Рон (60) — американский музыкант, участник группы The Stooges.
- 6 января — Джон Стрит (77) — известный снукерный рефери.
- 7 января — Головков, Алексей Леонардович (52) — российский государственный и политический деятель.
- 7 января — Ряжских, Александр Александрович (77) — начальник Главного управления ракетного вооружения — заместитель главнокомандующего РВСН по вооружению (1984—1993), генерал-полковник в отставке.
- 8 января — Роман Гречишкин (27) — российский актёр театра и кино.
- 8 января — Мамиконянц, Лев Гразданович — российский учёный-энергетик.
- 9 января — Попов, Андрей Владимирович (69) — российский энтомолог, профессор, лауреат Государственной премии.
- 9 января — Киселёв, Михаил Григорьевич (97) — советский и российский оперный певец (драматический баритон), солист Большого театра, педагог.
- 9 января — Ди, Дэйв (65) — английский музыкант, участник группы «Dave Dee, Dozy, Beaky, Mick & Tich»; рак.
- 9 января — Журавский, Аркадий Иосифович (84) — советский и белорусский языковед.
- 9 января — Косопкин, Александр Сергеевич (51) — полномочный представитель Президента Российской Федерации в Государственной думе; авиакатастрофа.
- 9 января — Пирожков, Владимир Петрович (84) — заместитель председателя КГБ СССР (1971—1991), генерал-полковник в отставке.
- 10 января — Беседин, Аскольд Николаевич (74) — советский эстрадный и камерный певец.
- 11 января — Руфус, Милан (80) — словацкий поэт.
- 11 января — Лаги, Пио (86) — кардинал.
- 11 января — Коган, Галина Фридмановна (87) — российский достоевист.
- 12 января — Берри, Клод (74) — французский режиссёр, актёр, кинопродюсер и сценарист.
- 12 января — Надежда Куницкая (83) — трактористка, Герой Социалистического Труда.
- 12 января — Обухов, Александр Афанасьевич (91) — Герой Советского Союза.
- 12 января — Себрис, Карлис Карлович (94) — советский и латвийский актёр театра и кино, народный артист СССР.
- 12 января — Фриаса, Албино (Friaça) (84) — бразильский футболист, вице-чемпион мира 1950 года.
- 13 января — Феликс Веранян (68) — советский и армянский тренер.
- 13 января — Донской, Михаил Владимирович (60) — российский программист, автор программы «Каисса» — первого чемпиона мира среди шахматных программ.
- 13 января — Иван Кауркин (89) — советский и украинский военный деятель, генерал-майор.
- 13 января — Суржиков, Виктор Петрович (61) — бывший мэр Курска, генерал ФСБ.
- 13 января — Хамза Усманов (85) — историк, почётный академик АН РБ.
- 14 января — Теплицкий, Марк Львович (84) — архитектор.
- 14 января — Шатков, Геннадий Иванович (73) — боксёр, олимпийский чемпион 1956 года (до 75 кг).
- 14 января — Монтальбан, Рикардо (88) — американский актёр мексиканского происхождения.
- 15 января — Ирина Балдина (86) — русский советский художник, живописец.
- 15 января — Анатолий Блюменталь (83) — советский тренер по водному поло.
- 15 января — Дударова, Вероника Борисовна (92) — дирижёр, народная артистка СССР.
- 15 января — Лепихов, Иван Константинович (91) — полный кавалер ордена Славы.
- 16 января — Михаил Гаврилов (84) — Герой Советского Союза.
- 16 января — Уайет, Эндрю Ньюэлл (91) — американский художник, автор картины «Мир Кристины».
- 17 января — Александр Мороз (47) — украинский шахматист, гроссмейстер.
- 17 января — Писаревский, Лев Григорьевич (99) — советский учёный и педагог в области радиолокации и радиоэлектроники.
- 17 января — Пульман, Мария Михайловна (71) — казахстанская юристка и правозащитница, одна из учредителей Казахстанского международного бюро по правам человека и соблюдению законности.
- 17 января — Црнкович, Томислав (79) — югославский футболист, участник ЧМ-1954, ЧМ-1958 и ЧЕ-1960.
- 18 января — Виеру, Григоре (73) — молдавский поэт; последствия автоаварии.
- 18 января — Корсунов, Николай Фёдорович (81) — писатель, заслуженный работник культуры РФ, член правления Союза писателей России.
- 18 января — Богданов, Александр Дмитриевич. (77) — советский партийный деятель, бывший первый секретарь Магаданского обкома КПСС (1986—1989).
- 19 января — Пятраускас, Зенонас (58) — литовский юрист, учёный международного права, бывший заместитель министра иностранных дел Литвы.
- 19 января — Маркелов, Станислав Юрьевич (34) — известный российский адвокат; убийство.
- 19 января — Бабурова, Анастасия Эдуардовна (25) — внештатный корреспондент «Новой газеты»; убийство.
- 20 января — Стефанос II Гаттас (89) — кардинал Коптской католической церкви с 2001, в 1986—2006 гг. патриарх.
- 20 января — Верни, Дина (89) — французская натурщица и галеристка русско-еврейского происхождения.
- 20 января — Тишаков, Василий Фёдорович (84) — Полный кавалер Ордена Славы.
- 20 января — Чекин, Борис Сергеевич (86) — Герой Советского Союза.
- 21 января — Евгений Габович (70) — советский и немецкий математик.
- 21 января — Кроу, Вик (76) — валлийский футболист, участник ЧМ-1958, умер после продолжительной болезни.
- 22 января — Михаил Зайцев (85)— советский военачальник, генерал армии. Герой Советского Союза.
- 22 января — Лян Юйшэн (84) — китайский (гонконгский) писатель, прославившийся романами в жанре уся.
- 22 января — Чау Сен Коксал Чхум (103) — премьер-министр Камбоджи (август-октябрь 1962).
- 24 января — Коллер, Карл (79) — футболист, один из лучших игроков в истории австрийского футбола; болезнь Альцгеймера.
- 24 января — Мариана Бриди да Коста (20) — бразильская фотомодель; сепсис.
- 24 января — Фалик, Юрий Александрович (72) — композитор, народный артист России.
- 24 января — Корнехо, Фернандо (39) — чилийский футболист, участник ЧМ-1998, рак живота.
- 25 января — Немченко, Елена Евгеньевна (70) — актриса БДТ им. Товстоногова.
- 25 января — Мамаду Диа (98) — первый премьер-министр Сенегала (1957—1962).
- 26 января — Равиц, Авраам (75) — израильский политик, раввин, депутат кнессета.
- 27 января — Апдайк, Джон Хойер (76) — американский писатель; рак лёгких.
- 27 января — Антипова, Евгения Петровна (91) — русский советский художник, живописец, график.
- 27 января — Венкатараман, Рамасвами (98) — бывший президент Индии (1987—1992).
- 27 января — Какидзава, Кодзи (75) — бывший министр иностранных дел Японии (1994).
- 27 января — Осипов, Вячеслав Николаевич (70) — оперный певец, народный артист России.
- 27 января — Пауэлл, Обри (90) — валлийский футболист, умер после продолжительной болезни.
- 28 января — Анатолий Казаков (71) — советский футболист, нападающий, мастер спорта СССР.
- 29 января — Сондерс, Рой (78) — английский футболист, умер после продолжительной болезни.
- 30 января — Иранпак, Сафар (61) — иранский футболист, рак лёгких.
- 30 января — Юханссон, Ингемар (76) — шведский боксёр, чемпион мира.
- 30 января — Майер, Эдвард Эверетт «Тедди» (73) — руководитель команды Формулы-1 Макларен в 1970—1982 гг.
- 30 января — Авруцкий, Юрий Пантелеевич (64) — футболист, мастер спорта СССР, чемпион и обладатель Кубка СССР.
- 30 января — Облокул Тошев (76) — академик, доктор экономических наук, профессор.
- 31 января — Бодрова, Нонна Викторовна (80) — советский диктор, заслуженная артистка России; скоропостижная лёгочная тромбоэмболия.
- 30 января — Иван Лутак (89) — советский партийный деятель, первый секретарь Черкасского областного комитета КП Украины.
- 30 января — Валерий Шишкин (69) — Герой Советского Союза.
- 31 января — Альдани, Лино (82) — итальянский писатель-фантаст.
- 31 января — Вадим Петров (77) — заместитель начальника Управления Государственного Краснознамённого научно-испытательного института ВВС, полковник, Герой Советского Союза.